# BC Korac Zürich

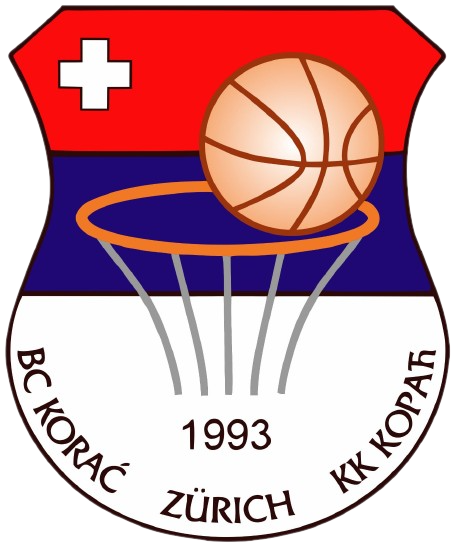
Das Logo vom BC Korac ist seit 1993 unverändert.

Der BC Korac Zürich ist ein Basketballverein aus Zürich, der 1993 gegründet wurde.

## Geschichte
Der BC Korac Zürich wurde im Jahr 1993 von jugoslawischen Immigranten gegründet und trägt den Namen des Basketballspielers Radivoj Korać. Der Verein wurde gegründet, damit die Immigranten sich treffen konnten und um sich besser in die Gesellschaft integrieren zu können. In den ersten Jahren lag der Fokus vor allem auf der Integration durch den Sport, was zur Bildung eines starken Gemeinschaftsgefühls führte.
Der Verein hat sich über die Jahre hinweg stetig entwickelt und ist weiterhin aktiv, nimmt regelmässig an regionale Wettbewerben teil. Er engagiert sich vor allem in der Nachwuchsförderung und bietet Basketballtraining für Kinder, Jugendliche und Erwachsene an. Besondere Programme zur Talentförderung wurden ins Leben gerufen, um jungen Spielern die Möglichkeit zu geben, ihre Fähigkeiten zu entwickeln und in höheren Ligen zu spielen.

## Erfolge
Der grösste Erfolg des Vereins war der Finaleinzug in die Playoffs der Nationalliga B von Swiss Basketball. Ausserdem hat der Verein dreimal an den Playoffs zum Aufstieg in die höchste Spielklasse teilgenommen. Der BC Korac Zürich hat sich auch durch die Teilnahme an internationalen Turnieren einen Namen gemacht und erhielt Anerkennung für seine sportlichen Leistungen und die Entwicklung junger Talente.

## Vereinsstruktur
Der Verein wird von einem ehrenamtlichen Vorstand geleitet, der aus ehemaligen Spielern und engagierten Mitgliedern besteht. Die Mitgliederzahl ist in den letzten Jahren stetig gewachsen, was die Beliebtheit des Basketballsports in Zürich widerspiegelt. Der Verein fördert ein inklusives Umfeld, in dem Menschen unterschiedlicher Herkunft und Altersgruppen willkommen sind. Der soziale Aspekt spielt eine grosse Rolle im Verein.